# René Paas
Frederik Johannes (René) Paas (Dordrecht, 16 september 1966) is een Nederlandse CDA-politicus en bestuurder. Sinds 18 april 2016 is hij commissaris van de Koning in de provincie Groningen.

## Jeugd en studie
Paas groeide op in Marknesse en ging naar het vwo op de Christelijke Scholengemeenschap in Emmeloord. Van 1984 tot 1991 studeerde Paas Nederlands recht (staats- en bestuursrecht) en juridische bestuurswetenschappen aan de Rijksuniversiteit Groningen; van beide studies behaalde hij in 1991 het doctoraal. Hij was actief binnen de faculteit (studentenjaarcommissie, juridisch spreekuur Oranjewijk, secretaris van Juridisch-bestuurskundige Studievereniging "Dorknoper" en student-assistent bij de vakgroep Bestuursrecht en Bestuurskunde).
Tijdens zijn studie was Paas al actief in de politiek. Hij werd actief binnen het Groninger CDJA (voorzitter van de afdeling Groningen, en landelijk vice-voorzitter CDJA-raad, redactielid en voorzitter van de commissie milieu). Naast zijn studie roeide hij bij Gyas (was daar redacteur van het clubblad en secretaris van de geschillencommissie).

## Maatschappelijke loopbaan
Tijdens zijn studie was Paas van 1989 tot 1990 projectsecretaris op het ministerie van Economische Zaken (een uit de hand gelopen stage). Na zijn studie was hij in 1991 onderzoeksmedewerker bij de vakgroep vakgroep Economie en Openbare Financiën van de Rijksuniversiteit Groningen en van 1991 tot 1992 medewerker bestuurszaken bij de gemeente Roden.
Tussen 1992 en 1996 was Paas organisatieadviseur bij Bleker en de Koningh en bij BDO CampsObers. Daar hield hij zich bezig met strategische advisering van overheden, onderwijs- en zorginstellingen en begeleidde hij fusies, reorganisaties en verzelfstandigingen. Hij was diaken van de Nieuwe Kerk in Groningen.

## Politieke loopbaan
In 1990 werd Paas gemeenteraadslid voor het CDA in de gemeente Groningen, in 1994 werd hij er fractievoorzitter van het CDA. Hij was lijsttrekker bij de gemeenteraadsverkiezingen van 1998 en 2002. Van 1996 tot 2005 was hij er wethouder van stadsbeheer en milieu, volksgezondheid, sport en internationale betrekkingen. Als wethouder hield hij zich onder andere bezig met een experimentele aanpak van de drugsverslaafdenproblematiek door middel van het instellen van "gebruiksruimten".
Paas was voorzitter van de Commissie Invoeringsaspecten Heroïnebehandeling (CIBH), die de minister van VWS adviseerde over de omstreden invoering van behandeling met heroïne aan langdurig zwaar verslaafden. Van 1995-2002 was hij redacteur van het blad van het Wetenschappelijk Instituut van het CDA, Christen Democratische Verkenningen. Bij de Tweede Kamerverkiezingen van 1994, 2002 en 2003 schreef hij mee aan het verkiezingsprogramma van het CDA. Martine Visser volgde hem in 2005 op als wethouder van Groningen. In 2005 solliciteerde hij naar het burgemeesterschap van Leeuwarden, maar werd gepasseerd door Geert Dales.

## Loopbaan buiten de politiek
Van 2005 tot 2009 was Paas voorzitter van het CNV. Op 30 mei 2005 werd hij door de algemene vergadering gekozen. Op 15 augustus 2005 volgde hij Doekle Terpstra als voorzitter op. Vanaf 1 september 2009 tot april 2016 was hij voorzitter van Divosa. In 2009 was Paas informateur bij de tussentijdse vorming van een college in de gemeente Utrecht en in 2015 had hij deze functie na de Provinciale Statenverkiezingen in Overijssel.

## Commissaris van de Koning
Op 2 februari 2016 droegen Provinciale Staten van de provincie Groningen Paas voor om Max van den Berg op te volgen als commissaris van de Koning. Op 12 februari dat jaar nam de ministerraad de voordracht over om Paas per 18 april dat jaar bij koninklijk besluit te benoemen. Daartoe is Paas op 15 maart dat jaar beëdigd door de koning. Op 20 april dat jaar volgde zijn installatie in een bijzondere vergadering van Provinciale Staten. In 2022 werd hij herbenoemd voor een nieuwe periode van zes jaar.

## Nevenfuncties
Naast zijn nevenfuncties ambtshalve, is Paas voorzitter van de raad van advies van de Sociale Verzekeringsbank (SVB), onafhankelijk voorzitter van het bestuur van PGGM, voorzitter van de interkerkelijke commissie voor het Justitiepastoraat en voorzitter van de hoofdcommissie van overleg van de Dienst van het Koninklijk Huis. Daarnaast bekleedt hij een aantal beschermheerschappen en heeft hij zitting in een aantal comités van aanbeveling.

## Persoonlijk
Paas is getrouwd met de theologe Ruth Peetoom, tot 2011 predikante in de PKN en vanaf dat jaar CDA-partijvoorzitter. Zij hebben drie kinderen.
René Paas maakt deel uit van het koor van het Cantate Consort, dat regelmatig optreedt in de Nieuwe Kerk te Groningen.
- Parlement.com: vh361aznq5ee